# Caroline (Nowy Jork)
Caroline – miasto w Stanach Zjednoczonych, w stanie Nowy Jork, w hrabstwie Tompkins.